# Bielsko-Biała Górne
Bielsko-Biała Górne – przystanek osobowy w Bielsku-Białej, w województwie śląskim, w Polsce. Znajduje się na wysokości 314 m n.p.m.

## Historia
Przystanek osobowy został uruchomiony w sobotę 30 maja 1914 roku na istniejącej od 1888 roku linii Kolei Miast Morawsko-Śląskich łączącej Morawy i Śląsk Cieszyński wraz z przedłużeniem do Kalwarii Zebrzydowskiej. Wybudowano pojedynczy peron zlokalizowany na łuku i budynek dworcowy z poczekalnią, kasą oraz pomieszczeniem dróżnika wraz z toaletami. W 2006 roku budynek został znacznie zdewastowany oraz rozkradziony przez złomiarzy. Dnia 10 stycznia 2009 roku zawieszono kursowanie pociągów relacji Cieszyn - Bielsko Biała Główna.